# Stefán Jónsson (Wasserballspieler)
Stefán H. Jónsson (* 19. Februar 1918 in Reykjavík; † 5. April 2011 ebendort) war ein isländischer Wasserballspieler.

## Karriere
Stefán wurde als erster von zwei Söhnen des Jón Stefánsson (1894–1973) und der Jórunn Jónsdóttir (1878–1944) geboren und wuchs auf einem Bauernhof nahe Reykjavík auf. Er arbeitete zunächst für den Süßwarenhersteller Freyja Sælgætisgerð, beginnend 1937 war der Isländer zehn Jahre lang im Schwimmbad von Laugardalur tätig. Zwischen 1947 und dem Eintritt in den Ruhestand 1987 arbeitete Stefán als Kurator des Austurbæjarbíó, einem Kino im Reykjavíker Osten, und war zeitweise als Fahrlehrer tätig.
Stefán begann bereits in jungen Jahren mit dem Schwimmen und trainierte bei Ármann Reykjavík. Er nahm mit der isländischen Nationalmannschaft und seinen Teamkollegen Jón Jónsson, Jón Ingi Guðmundsson, Jónas Halldórsson, Magnús Pálsson, Úlfar Þórðarson, Þorsteinn Hjálmarsson und Þórður Guðmundsson am olympischen Wasserballturnier 1936 in Berlin teil. Das Team, das im havelländischen Nauen trainiert hatte, unterlag in der Vorrunde den Mannschaften aus der Schweiz (1:7), Schweden (0:11) und Österreich (0:6). Nach diesen Ergebnissen belegte die Mannschaft den geteilten 13. Platz unter 16 Teilnehmern. Außerdem hielt Stefán im Laufe seiner Karriere viele nationale Schwimmrekorde.
Der Isländer war seit Dezember 1941 verheiratet mit der von Vestmannaeyjar stammenden Unnur Sigurðardóttir (1920–2004); das Paar hatte eine Tochter (* 1945) und einen Sohn (* 1950). Er verstarb im Alter von 93 Jahren im Landspítali. Stefán war der letzte noch lebende isländische Teilnehmer der Olympischen Sommerspiele 1936.